# 森博嗣 (実業家)
森 博嗣（もり ひろつぐ、1948年4月1日 - ）は、日本の実業家。元NTN代表取締役社長。

## 人物・経歴
三重県桑名市出身。1971年同志社大学経済学部経済学科卒業、東洋ベアリング製造（現：NTN）入社。2003年取締役産機商品本部長。2005年常務取締役営業部門担当兼自動車商品本部長。2006年専務取締役営業部門管掌。2007年6月代表取締役専務営業部門、人事部門、調達部門及びインド・西アジア地区管掌。2008年代表取締役副社長。2009年代表取締役社長。2011年相談役。